# Нанкагуа
Нанкагуа (исп. Nancagua) — город в Чили. Административный центр одноимённой коммуны. Население — 6846 человек (2002).   Город и коммуна входит в состав провинции Кольчагуа и области Либертадор-Хенераль-Бернардо-О’Хиггинс.
Территория — 111 км². Численность населения — 17 833 жителя (2017). Плотность населения — 160,7 чел./км².

## Расположение
Город расположен в 69 км на юго-запад от административного центра области города Ранкагуа и в 28 км на запад от административного центра провинции  города Сан-Фернандо.
Коммуна граничит:
- на севере — c коммуной Сан-Висенте-де-Тагуа
- на востоке — с коммуной Пласилья
- на юго-востоке — c коммуной Чимбаронго
- на юго-западе — c коммуной Чепика
- на западе — c коммуной Санта-Крус

## Демография
Согласно сведениям, собранным в ходе переписи 2017 г  Национальным институтом статистики (INE),  население коммуны составляет:
| Полное население                          | Полное население                          | Полное население                          | Полное население                          | Полное население                          | 17 833 |
| ----------------------------------------- | ----------------------------------------- | ----------------------------------------- | ----------------------------------------- | ----------------------------------------- | ------ |
| в том числе:                              | Городское население                       | 11 340                                    | Процент городского населения, %           | 63,59                                     |        |
|                                           | Сельское население                        | 6 493                                     | Процент сельского населения, %            | 36,41                                     |        |
|                                           | Мужское население                         | 8 830                                     | Процент мужского населения, %             | 49,51                                     |        |
|                                           | Женское население                         | 9 003                                     | Процент женского населения, %             | 50,49                                     |        |
| Плотность населения, чел/км²              | Плотность населения, чел/км²              | Плотность населения, чел/км²              | Плотность населения, чел/км²              | Плотность населения, чел/км²              | 160,7  |
| Население коммуны в % к населению области | Население коммуны в % к населению области | Население коммуны в % к населению области | Население коммуны в % к населению области | Население коммуны в % к населению области | 1,95   |

| Динамика изменения населения коммуны | Динамика изменения населения коммуны | Динамика изменения населения коммуны | Динамика изменения населения коммуны |
| ------------------------------------ | ------------------------------------ | ------------------------------------ | ------------------------------------ |
| 1992                                 | 2002                                 | 2012                                 | 2017                                 |
| 14414                                | 15634▲                               | 18921▲                               | 17833▼                               |

### Важнейшие населенные пункты коммуны
- Нанкагуа (город) — 6846 жителей
- Кунако(поселок) — 2418 жителей